# کریستینا ۴۰۳۸
سیارک ۴۰۳۸ (به انگلیسی: 4038 Kristina، نامگذاری:1987QH2) چهار هزار و سی و هشتمین سیارک کشف شده‌است که در ۲۱ اوت ۱۹۸۷ کشف شد.
قدر مطلق سیارک برابر ۱۳٫۳۰ است.